# ماینرتس‌هاگن
شهر ماینرتس‌هاگن (به آلمانی: Meinerzhagen) در ایالت نوردراین-وستفالن در کشور آلمان واقع شده‌است.